# Maldives International Series 2023
Die Maldives International Series 2023 fand vom 15. bis zum 20. August 2023 in Malé statt. Es war die erste Austragung dieser internationalen Meisterschaft der Malediven im Badminton.

## Sieger und Platzierte
| Disziplin    | Gold                                     | Silber                                | Bronze                                     |
| ------------ | ---------------------------------------- | ------------------------------------- | ------------------------------------------ |
| Herreneinzel | Sathish Kumar Karunakaran                | Krishna Adi Nugraha                   | Lê Đức Phát                                |
| Herreneinzel | Sathish Kumar Karunakaran                | Krishna Adi Nugraha                   | Ayush Shetty                               |
| Dameneinzel  | Deepshikha Singh                         | Sorano Yoshikawa                      | Jiya Rawat                                 |
| Dameneinzel  | Deepshikha Singh                         | Sorano Yoshikawa                      | Mansi Singh                                |
| Herrendoppel | Choi Jian Sheng Bryan Jeremy Goonting    | M. Fazriq Mohamad Razif Wong Vin Sean | Santhosh Gajendran Mauryan Kathiravan      |
| Herrendoppel | Choi Jian Sheng Bryan Jeremy Goonting    | M. Fazriq Mohamad Razif Wong Vin Sean | P. S. Ravikrishna Sankar Prasad Udayakumar |
| Damendoppel  | Go Pei Kee Valeree Siow                  | Ho Lo Ee Amanda Hwa Leng Yap          | Ashritha Kandula Anamika Singh             |
| Damendoppel  | Go Pei Kee Valeree Siow                  | Ho Lo Ee Amanda Hwa Leng Yap          | Simran Singhi Ritika Thaker                |
| Mixed        | Sathish Kumar Karunakaran Aadya Variyath | Loo Bing Kun Cheng Su Yin             | Juan Jeremy Zhen Liang Yap Ling            |
| Mixed        | Sathish Kumar Karunakaran Aadya Variyath | Loo Bing Kun Cheng Su Yin             | Ng Chen Wai Lee Zhi Qing                   |